# Sioux Falls Skyforce 2015-2016
La stagione 2015-16 dei Sioux Falls Skyforce fu la 10ª nella NBA D-League per la franchigia.
I Sioux Falls Skyforce vinsero la Central Division con un record di 40-10. Nei play-off vinsero la semifinale di conference con i Westchester Knicks (2-0), la finale di conference con i Canton Charge (2-0), vincendo poi il titolo battendo nella finale NBA D-League i Los Angeles D-Fenders (2-1).

## Roster
| N° | Naz.                   | Ruolo | Sportivo         | Anno | Alt. | Peso |
| -- | ---------------------- | ----- | ---------------- | ---- | ---- | ---- |
| 1  | Stati Uniti (bandiera) | G     | Toure' Murry     | 1989 | 196  | 88   |
| 1  | Stati Uniti (bandiera) | G     | Josh Richardson  | 1993 | 198  | 91   |
| 2  | Stati Uniti (bandiera) | A     | Greg Whittington | 1993 | 203  | 96   |
| 3  | Stati Uniti (bandiera) | G     | Corey Hawkins    | 1991 | 188  | 88   |
| 4  | Stati Uniti (bandiera) | G     | Rodney McGruder  | 1991 | 193  | 93   |
| 5  | Stati Uniti (bandiera) | C     | B.J. Mullens     | 1989 | 213  | 125  |
| 7  | Stati Uniti (bandiera) | G     | Larry Drew       | 1990 | 188  | 82   |
| 7  | Stati Uniti (bandiera) | G     | Tre Kelley       | 1985 | 183  | 85   |
| 8  | Stati Uniti (bandiera) | G     | Bubu Palo        | 1991 | 185  | 79   |
| 11 | Stati Uniti (bandiera) | G     | Brianté Weber    | 1992 | 188  | 75   |
| 12 | Stati Uniti (bandiera) | G     | DeAndre Liggins  | 1988 | 198  | 95   |
| 17 | Stati Uniti (bandiera) | G     | Byron Wesley     | 1992 | 196  | 95   |
| 20 | Stati Uniti (bandiera) | AC    | Nigel Spikes     | 1989 | 208  | 104  |
| 21 | Stati Uniti (bandiera) | AC    | Jarnell Stokes   | 1994 | 206  | 113  |
| 23 | Stati Uniti (bandiera) | G     | Jabril Trawick   | 1992 | 196  | 95   |
| 24 | Stati Uniti (bandiera) | AC    | Keith Benson     | 1988 | 211  | 104  |

## Staff tecnico
- Allenatore: Dan Craig
- Vice-allenatori: Corey Belser
- Preparatore atletico: Dustin Schramm